# Instituto Nacional de Cine y Televisión de Ghana
El Instituto Nacional de Cine y Televisión (en inglés: National Film and Television Institute, o NAFTI) es un organismo público que fue establecido en 1978 por el Gobierno del país africano de Ghana como una institución de educación superior especializada en cine y televisión. Desde su creación en 1978, la NAFTI ha ofrecido educación profesional y académica en la capacitación en cine y televisión, en asociación con la Universidad de Ghana. El Instituto es miembro de pleno derecho de la Asociación Internacional de Escuelas de Cine y Televisión (CILECT, por su siglas en francés). 